# Chimarra lata
Chimarra lata är en nattsländeart som beskrevs av Roger J. Blahnik och Ralph W. Holzenthal 1992. Chimarra lata ingår i släktet Chimarra och familjen stengömmenattsländor. Inga underarter finns listade i Catalogue of Life.